# Satyrus tshetverikovi
Satyrus tshetverikovi är en fjärilsart som beskrevs av Leo Andrejewitsch Sheljuzhko 1935. Satyrus tshetverikovi ingår i släktet Satyrus och familjen praktfjärilar. Inga underarter finns listade.